# سنديان فرجيني
سنديان فرجيني ويُعرف أيضًا باسم سنديان الجنوب الحي (الاسم العلمي: Quercus virginiana)، نوع نبات من جنس السنديان وفصيلة الزانية. شجرة دائمة الخضرة موطنها الأصلي جنوب شرق الولايات المتحدة. على الرغم من أن العديد من الأنواع الأخرى يطلق عليها اسم السنديان الحي، إلا أن البلوط الجنوبي هو إيقونة الجنوب القديم. يمكن العثور على العديد من العينات الكبيرة والقديمة من البلوط الحي اليوم في أعماق الولايات المتحدة الجنوبية.